# Nuovo sistema economico di pianificazione e gestione
Il Nuovo sistema economico di pianificazione e gestione (in tedesco: Neues Ökonomisches System der Planung und Leitung) o Nuovo sistema economico, abbreviato in NÖS o NÖSPL, rappresentò una politica economica implementata nel 1963 dal Partito Socialista Unificato di Germania (SED) nella Repubblica Democratica Tedesca con lo scopo di sostituire lo schema dei piani quinquennali adottato dal 1951. Il sistema fu introdotto dal Segretario Generale Walter Ulbricht per migliorare la pianificazione economica e aumentare l'efficienza nella gestione dell'economia nazionale.
I suoi principali obiettivi erano quello di ridurre lo spreco di materie prime, aumentare la meccanizzazione nei metodi produttivi e soprattutto quello di creare un sistema dove la qualità era più importante della quantità. Si cercò inoltre di ricostruire l'economia a seguito del Republikflucht dovuto alla costruzione del Muro di Berlino il 13 agosto 1961.
Il sistema si rivelò un fallimento e fu sostituito dal Sistema economico del socialismo che si focalizzò sulle industrie dell'alta tecnologia.

## Contesto
Il NÖS fu lanciato nella prima metà del 1963 con l'obiettivo di stabilizzare il regime dimostrando la competitività della RDT di fronte al miracolo economico della Germania Ovest (RFT). Ulbricht cercò di raggiungere un tasso di crescita economica superiore introducendo dei piccoli elementi del libero mercato nel pre-esistente modello di pianificazione stalinista. Per motivi ideologici, il NÖS non fu mai applicato nella sua interezza e non generò i risultati sperati, venendo riorganizzato dopo il 1967-1968 nel "Sistema economico del socialismo" e causando ancora più danni alla rigida economia socialista. La politica fu terminata dall'ala conservatrice del SED tra il 1970 e il 1971 con la rimozione di Walter Ulbricht dal potere ad opera di Erich Honecker.
Ulbricht, essendo lui stesso il primo a introdurre i piani quinquennali, ne rimase deluso quando i primi due non riuscirono a portare ai risultati sperati: il primo fu modificato nella primavera del 1953 con l'introduzione del Nuovo corso e successivamente alterato dopo i moti operai del 17 giugno, mentre il secondo fu trasformato in un piano settennale (1958-1965) a causa delle problematiche crescenti e abbandonato nel 1961. 
L'aumento dei problemi nell'economia (come le carenze di cibo e altri prodotti) crearono dei problemi politici, come l'esodo delle masse verso ovest parzialmente risolto con la costruzione del muro di Berlino.

## Motivi per l'introduzione
Nel 1962, Ulbricht creò alcuni gruppi di lavoro il cui obiettivo era di creare delle proposte per il Nuovo sistema economico. Oltre a Ulbricht, i principali ideatori del NÖS sono stati Günter Mittag, Erich Apel, Herbert Wolf e Wolfgang Berger.
Vi erano diverse ragioni che hanno portato all'introduzione del NÖS:
- La stabilità e il prestigio del regime: Ulbricht e il SED avevano ripetutamente annunciato degli obiettivi di crescita che non erano stati mai raggiunti, mentre a crescente dissonanza tra gli slogan e la realtà aumentò l'insoddisfazione tra la popolazione
- La rapida crescita della Germania Ovest, che rappresentava un palese esempio della superiorità del capitalismo
- La stabilizzazione degli effetti del muro di Berlino: dopo la sua erezione, l'emigrazione di massa verso ovest era cessata e il regime poteva concentrarsi sulle riforme interne senza temere alcun esodo
- I fallimenti economici: il sogno di Ulbricht di unire la Germania sotto la leadership del SED era rischio e il Segretario era sicuro che la RFT avrebbe acconsentito all'unificazione se la RDT fosse stata in grado di dimostrare che il suo sistema socialista era economicamente superiore
- Il disgelo di Chruščёv: dopo la destalinizzazione nell'URSS, i paesi del blocco orientale avevano sperimentato diversi metodi non ortodossi per migliorare rapidamente le loro economie.

## Punti principali
Invece di fare pressione su chiunque in prossimità della conclusione del piano annuale, Ulbricht voleva sviluppare un piano di una durata maggiore per aumentare la crescita della RDT e garantire alle aziende statali una maggiore libertà di azione per raggiungere gli obiettivi. Tuttavia, il NÖS non ebbe mai un singolo piano o un chiaro cronoprogramma. Al posto dei piani quinquennali, Ulbricht propose la creazione dei Perspektivplan, che erano mai stati creati come una pianificazione a lungo termine per l'economia centralizzata divenendo un obiettivo quasi impossibile.
Al VI Congresso del SED nel gennaio 1963, Ulbricht criticò le esistenti metodiche burocratiche e centralizzate della gestione dell'economia e annunciò i principi base del NÖS:
- I dirigenti di fabbrica avrebbero avuto una maggiore autonomia all'interno dei piani quinquennali
- I prezzi sarebbero diventati più flessibili e basati sul mercato
- Il successo economico sarebbe stato misurato anche sul profitto e non solo sull'adempimento del piano
- Sarebbero stati introdotti degli incentivi materiali per incoraggiare una maggior produttività dei lavoratori
- Sarebbe stata permessa la partecipazione dei lavoratori nella gestione attraverso dei comitati di produzione
- Alle compagnie private e parzialmente statali sarebbe stata garantite una maggiore libertà
- I tecnocrati e gli esperti industriali avrebbero avuto un maggior coinvolgimento nel processo decisionale rispetto agli ideologi del SED.[1]

Jeffrey Kopstein scrive che "l'obiettivo principale della riforma era di superare la mentalità dei piani annuali che ignoravano gli ampi cambiamenti strutturali nelle tecnologie e nei processi produttivi."

## Attuazione e problematiche
Per avere successo, il NÖS dovette affrontare due problematiche: assicurare i rifornimenti costanti di materie prime dall'URSS e aumentare la capacità produttiva dell'economia.
Nel 1963, mentre affrontava le proprie carenze, l'URSS informò la RDT che quest'ultima avrebbe ricevuto meno petrolio di quanto promesso per supportare la Cuba rivoluzionaria. Inoltre, le consegne di acciaio, cotone e grano furono ridotte del 25-35%.
Alle aziende fu permesso di decidere e finanziare gli investimenti necessari per i propri profitti o di chiedere del denaro dallo stato. Dato che molte compagnie non generavano alcun profitto, ciò aveva portato ad aumenti irrealistici nelle richieste di finanziamenti dal bilancio statale. 
Durante il 1966 e il 1967, il numero di indicatori di produzione determinati dallo stato fu ulteriormente ridotto e ai ministri fu data una maggiore libertà nella creazione dei propri piani. Allo stesso tempo, i piani per chiudere le aziende non redditizie e trasferire i lavoratori in altre compagnie incontrarono delle resistenze da parte degli operai e quindi non furono mai implementati.
Per ragioni politiche e di prestigio, lo stato non era intenzionato a chiudere le fabbriche non redditizie e continuò a investire nelle industrie in perdita. Oltretutto, Ulbricht non era pronto ad aumentare o liberalizzare i prezzi dei prodotti di consumo.
In questo periodo di spinta produttiva, il regime del SED era sensibile ad ogni segnale di malcontento della classe operaia e a ogni aumento degli stipendi. Lasciate alle loro strategie, le aziende cominciarono ad aumentare i salari e i bonus. Gli stipendi iniziarono a crescere più rapidamente rispetto al volume dei beni disponibili, creando più carenze e insoddisfazione tra la popolazione. Mentre in precedenza l'economia era amministrata e gestita da ideologi del partito, il NÖS richiese una maggior conoscenza in campo economico e il cambiamento delle due alee del SED, una costituita dai vecchi membri del partito e l'altra dai più istruiti tecnocrati che per ragioni ideologiche non rivestivano un ruolo guida nei processi decisionali riguardo all'economia.

## Critiche e fine
Con l'aumentare dei problemi, i leader di partito e del governo reagirono aumentando il controllo statale sull'economia.
Durante il 1965, il NÖS fu criticato su tutti i fronti e, a dicembre dello stesso anno, l'XI Plenum del SED favorì i conservatori guidati da Erich Honecker. Mentre il risultato immediato fu un rinnovato controllo sulle arti e sulla cultura, venne assicurato che la riforma economica non diventasse una riforma politica rinforzando la nozione di controllo statale sull'economia. I critici del NÖS sostenevano che la pianificazione economica era la base di un sistema socialista e che il mercato e l'enfasi sul profitto erano concetti capitalisti. Ulbricht difese il NÖS considerandolo come una continuazione del tradizionale modello sovietico per la pianificazione economica.
Erich Apel, presidente della Commissione di pianificazione statale, cominciò a cedere sotto l'impossibile lavoro e il 3 dicembre 1965 si suicidò.
L'implementazione del NÖS fu negativamente influenzata anche dal rovesciamento di Chruščëv. Dopo aver suggerito a Ulbricht di seguire le idee di Ovsij Liberman, l'URSS non diede più alcuna direttiva e dopo le dimissioni di Chruščëv il corso della riforma fu ancora più incerto, sebbene alcuni anni dopo l'URSS applicò una riforma simile con Aleksej Kosygin. Ciò significò che Ulbricht non aveva un chiaro sostegno politico sovietico, lasciandolo così vulnerabile alle critiche interne non solo dei conservatori ma anche da coloro che erano responsabili dell'economia.
Per cercare di placare le critiche e dimostrare che il NÖS era compatibile con il socialismo, durante il VII Congresso del SED ad aprile 1967 Ulbricht rinominò le sue riforme economiche in "Sistema economico del socialismo".
Dal 1968, fu reintrodotto un maggior controllo statale sull'economia per raggiungere la crescita accelerata nei settori industriali predeterminati.

## Obbiettivo dell'unificazione tedesca
Oltre a voler stabilizzare il regime migliorando la qualità della vita dei cittadini, Ulbricht desiderava ancora l'unione delle due Germanie sotto la guida del SED. Voleva che il NÖS e il sistema economico del socialismo riuscissero a far compiere alla RDT il sorpasso economico sulla RFT, dimostrando così la superiorità del socialismo per ottenere quindi l'unificazione.
Altri leader, in particolare Honecker, pensavano che la RDT non avrebbe mai potuto vincere economicamente contro la RFT e che i confronti con l'occidente capitalista dovevano finire. Chiesero una più stretta cooperazione con l'URSS, rafforzando il socialismo e la lotta di classe contro il capitalismo, e affermarono che l'obiettivo del socialismo non era quello di portare ad una maggiore ricchezza in confronto al capitalismo ma quello di creare un sistema diverso. Sostennero inoltre che la RDT doveva concentrarsi sulla propria e unica identità socialista. A partire dal 1971, questo obiettivo fu raggiunto e implementato con Honecker, specialmente con gli emendamenti del 1974 alla Costituzione della RDT. Nello stesso momento in cui il Trattato fondamentale aveva aperto il paese ad una maggiore influenza con la RFT, il regime necessitò di una maggiore Abgrenzung (delimitazione) tra le due culture per giustificare e proteggere la propria esistenza, un fattore che aumentò ancora di più la sorveglianza interna da parte della Stasi.